# شهرآورد بارسلونا
شهرآورد بارسلونا (به اسپانیایی: El derbi barcelonés)، به مسابقه فوتبالی گفته می‌شود که بین دو تیم بارسلونا و اسپانیول برگزار می‌شود.

## تمام بازی‌ها
از تاریخ ۳۰ مارس ۲۰۱۹

### مسابقات بزرگ
|                         | بازی | برد  | برد | مساوی | گل‌ها | گل‌ها |
| FCB                     | بازی | RCDE | FCB | مساوی | RCDE |      |
| ----------------------- | ---- | ---- | --- | ----- | ---- | ---- |
| لا لیگا                 | ۱۷۰  | ۹۹   | ۳۴  | ۳۷    | ۳۲۹  | ۱۷۶  |
| کوپا دل ری              | ۳۶   | ۲۰   | ۱۰  | ۶     | ۶۹   | ۴۷   |
| سوپر جام فوتبال اسپانیا | ۲    | ۲    | ۰   | ۰     | ۴    | ۰    |
| اینتر-سیتیز فیرز کاپ    | ۲    | ۲    | ۰   | ۰     | ۲    | ۰    |
| مجموع بازی‌ها            | ۲۱۰  | ۱۲۳  | ۴۴  | ۴۳    | ۴۰۴  | ۲۲۳  |

### مسابقات کوچک و متفرقه
|                    | بازی | برد  | برد | مساوی | گل‌ها | گل‌ها |
| FCB                | بازی | RCDE | FCB | مساوی | RCDE |      |
| ------------------ | ---- | ---- | --- | ----- | ---- | ---- |
| کوپا ماکایا        | ۳    | ۳    | ۰   | ۰     | ۱۵   | ۱    |
| کوپا بارسلونا      | ۲    | ۰    | ۰   | ۲     | ۴    | ۴    |
| قهرمانی کاتالان    | ۶۸   | ۳۶   | ۲۲  | ۱۰    | ۱۴۳  | ۹۶   |
| جام پیرینیز        | ۲    | ۱    | ۱   | ۰     | ۴    | ۵    |
| کوپا کاتالونیا     | ۱۰   | ۳    | ۴   | ۳     | ۱۱   | ۱۶   |
| سوپر جام کاتالونیا | ۳    | ۰    | ۱   | ۲     | ۱    | ۲    |
| مجموع بازی‌ها       | ۸۸   | ۴۳   | ۲۸  | ۱۷    | ۱۷۸  | ۱۲۴  |

1. ↑  Played between 1900 and 1903
2. ↑  Played once, 1902–03
3. ↑  Played between 1903 and 1940
4. ↑  Played between 1910 and 1914
5. ↑  Clubs involved between 1990 and 2014
6. ↑  Current, played since 2014

## سوابق فردی
- بیشترین بازی: ۳۳، لیونل مسی (۲۰۰۴–۲۰۲۱)[۷]
- بیشترین گل: ۲۵، لیونل مسی (۲۰۰۴–۲۰۲۱)[۱]
- بیشترین هتریک: ۳، لیونل مسی (۲۰۰۴–۲۰۲۱)
- بیشترین پاس گل: ۱۱، لیونل مسی (۲۰۰۴–۲۰۲۱)

۳۰ مارس ۲۰۱۹

## دربی زنان بارسلونا
تیم‌های زنان بارسلونا و اسپانیول از جمله موفق‌ترین تیم‌های اسپانیا هستند و از دهه ۱۹۸۰ تاکنون ۸ عنوان قهرمانی در لیگ برتر (بارسا ۷ / اسپانیول ۱) و ۱۴ کوپا د لا رینا (بارسا ۸ / اسپانیول ۶) را به دست آورده‌اند. با این حال، از زمان بالا بردن جام در سال ۲۰۱۲، اسپانیول به کسب هیچ یک از جام‌ها نزدیک نشده است، در حالی که بارسلونا قوی‌تر شد و مقدمات قهرمانی خود در لیگ همان فصل به همراه سه قهرمانی متوالی دیگر و چهار قهرمانی در جام حذفی در شش دوره بعدی تا سال ۱۸–۲۰۱۷ را ساخت. در فصل ۲۱–۲۰۲۰، دربی در نیوکمپ برگزار شد، اولین باری که تیم‌های زنان یک مسابقه رقابتی را در ورزشگاه انجام دادند. در پایان آن فصل، اسپانیول برای اولین بار در تاریخ خود سقوط کرد، درحالی که بارسلونا به سه‌گانه دست پیدا کرد که این اولین بار برای یک تیم باشگاهی زنان اسپانیا بود.
تا تاریخ ۱ ژوئن ۲۰۲۱
| رقابت          | بازی | ب.Barça | مساوی | ب.ESP | گ‌ز.Barça | گ‌ز.ESP |
| -------------- | ---- | ------- | ----- | ----- | -------- | ------ |
| لیگ برتر       | ۳۴   | ۱۷      | ۵     | ۱۲    | ۷۷       | ۶۱     |
| کوپا د لا رینا | ۵    | ۳       | ۰     | ۲     | ۹        | ۴      |
| کوپا کاتالونیا | ۱۵   | ۷       | ۴     | ۴     | ۳۲       | ۱۸     |
| مجموع          | ۵۴   | ۲۷      | ۹     | ۱۸    | ۱۱۸      | ۸۳     |

1. ↑  نتایج از ۰۲–۲۰۰۱